# Hondecoeterstraat 4-8

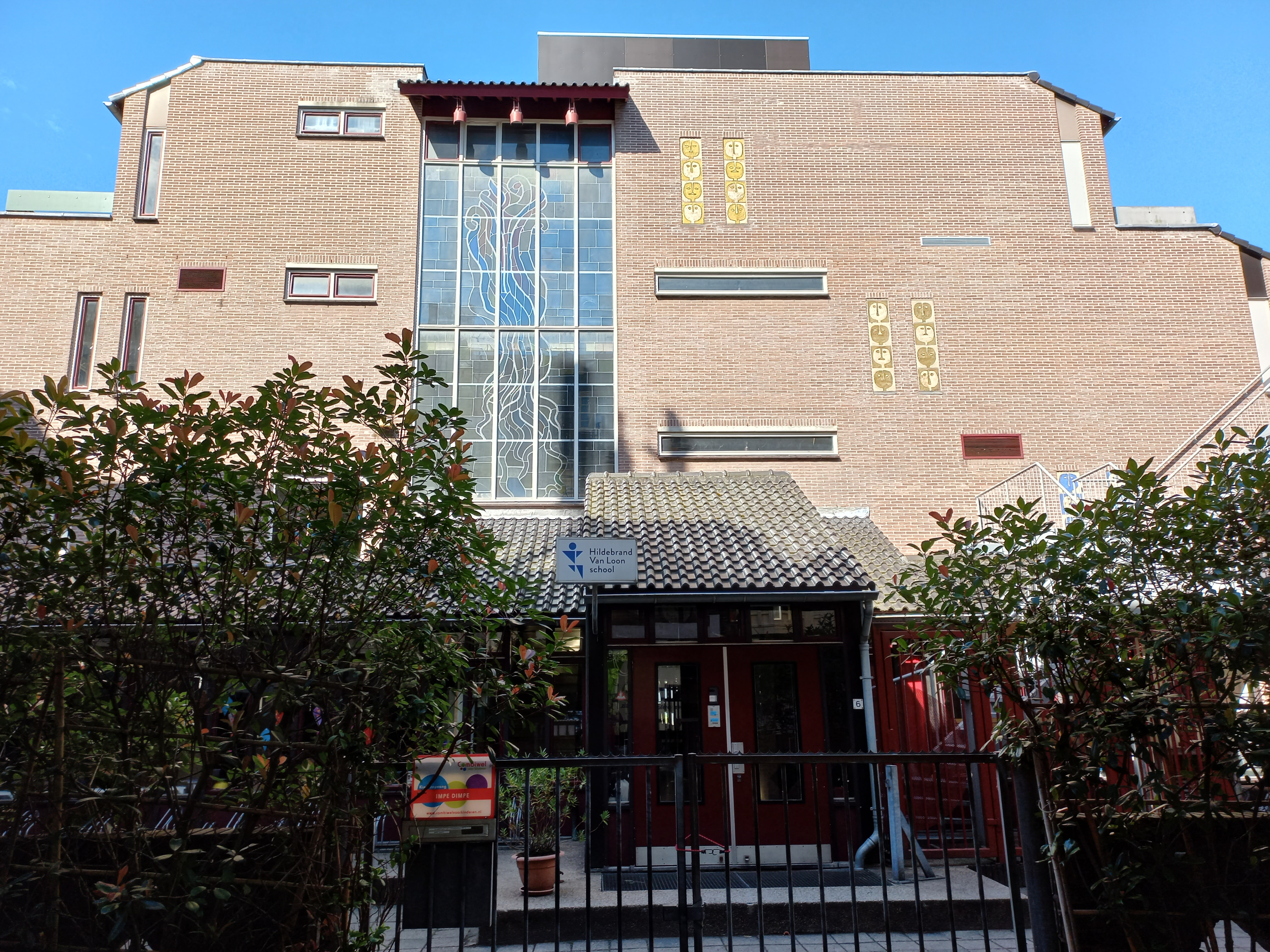
De school (juli 2022)

Hondecoeterstraat 4-8 te Amsterdam is een gebouwencomplex aan de Hondecoeterstraat, Amsterdam-Zuid, Museumkwartier.

## Hondecoeterstraat 4 en 8
Plannen om hier te gaan bouwen dateren uit 1914. Maar toen brak de Eerste Wereldoorlog uit en de kosten van bouwmaterialen stegen aanzienlijk. Toch zag architect Jo van der Mey twee jaar later een mogelijkheid wel tot bouw over te gaan. Het ging om een huizenblok aan de De Lairessestraat 3-19, Hondecoeterstraat 2-8 en Jacob Obrechtstraat 51-55. Van der Mey richtte samen met 8 februari 1916 met Jan Otto van der Meer (arts), Coenraad Frikkers (advocaat) en Dirk van Dijk (bouwkundige) "Bouwmaatschappij De Lairesse" op. Van der Mey had het in eerste instantie beter ingeschat want al tijdens de bouw werd het geplaagd door almaar stijgende bouwkosten. Zo kwam slechts een deel in 1918 tot 1920 tot stand. De hoek De Lairessestraat en Jacob Obrechtstraat werd weer later opgeleverd; het bouwplan was toen al aangepast door Gerrit Jan Rutgers.
Hondecoeterstraat 4-8 wordt in beslag genomen door een poortgebouw (4 en 8) met een achterliggend schoolgebouw (6). Hondecoeterstraat 4 en 8 vormen een symmetrisch ensemble is de stijl van de Amsterdamse School. Het bestaat uit vier bouwlagen en een bovenbouw. De opvallendste kenmerken zijn een poort naar de achterliggende school; de poort sluit aan op de Wouwermanstraat, dwarsstraat van de Hondecoeterstraat. Aan beide zijden van de poort bevinden zich vierhoekige erkers, waarvan de onderzijde een golfmotief heeft. Er werd door de architect gekozen voor ingangen aan het binnenplein waaraan ook de school gevestigd is. Andere kenmerken van de Amsterdamse School zijn de afwisseling van baksteen (met daarin ornamenten door afwijkend metselverband) en natuursteen (sluitstenen). Ook de houtbewerking in de erkers draagt eraan bij. Op 11 februari 2014 werd het gebouw tot gemeentelijk monument verklaard.

## Hondecoeterstraat 6
Dat schoolgebouw werd al in 1918 geopend, aldus een advertentie van 30 augustus 1918. De school kwam vanaf de Keizersgracht 416 (Bijzonder school voor meisjes).
De school op nummer 6 kreeg de naam van Loonschool naar de twee leidinggevenden Willemina Magdalena (Rotterdam, 1855- Amerongen, 1951) en Elisabeth van Loon. 
 Het schoolgebouw, dat in 1946 hun namen kreeg, werd eind jaren zeventig gesloopt en vervangen door nieuwbouw en valt dus buiten het monumentschap. Het was een Christelijke Schoolvereeniging voor MULO, een gecombineerde lagere en middelbare school voor meisjesschool (klas 1-6 lager onderwijs, klas 7-10 Mulo, klas 11 aansluiting op examen). In 1974 volgde een fusie tussen de Van Loonschool (voor meisjes en de Hildebrandschool (voor jongens) uit 1923 tot Christelijk Schoolvereniging Amsterdam-Zuid. In 2014 werden er extra verdiepingen op het gebouw geplaatst onder begeleiding van Barend Berndsen

## Gezamenlijk hekwerk
Doe toegang tot het complex wordt gevormd door een gezamenlijke poort. Dit nodigde personen uit die het gemeenschappelijke pleintje gebruikten voor ongewenste activiteiten. Daarop werd de toegang afgeschermd door een metalen hekwerk, dat gedurende schooluren permanent open staat en zo een kunstwerk aan de muur vormt. Het is een visuele afscherming, want kan in wezen niet op slot. De ontwerper architect Bas Bossers liet zich bij het hekwerk inspireren door de ruitpatronen die Van der Mey elders in het gebouw toepaste (onder meer onder de dakrand).

## Afbeeldingen

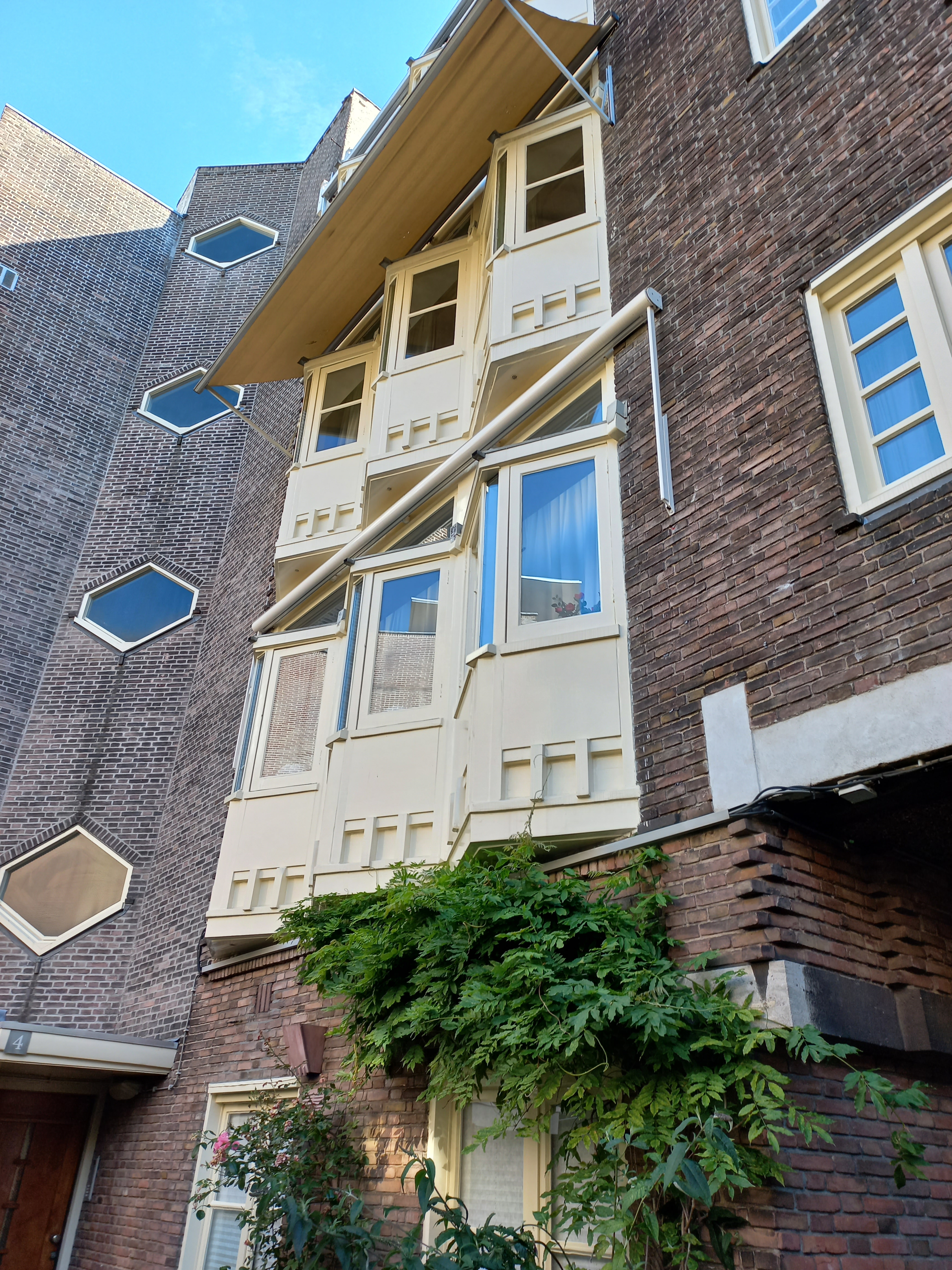
Achtergevel (juli 2022)
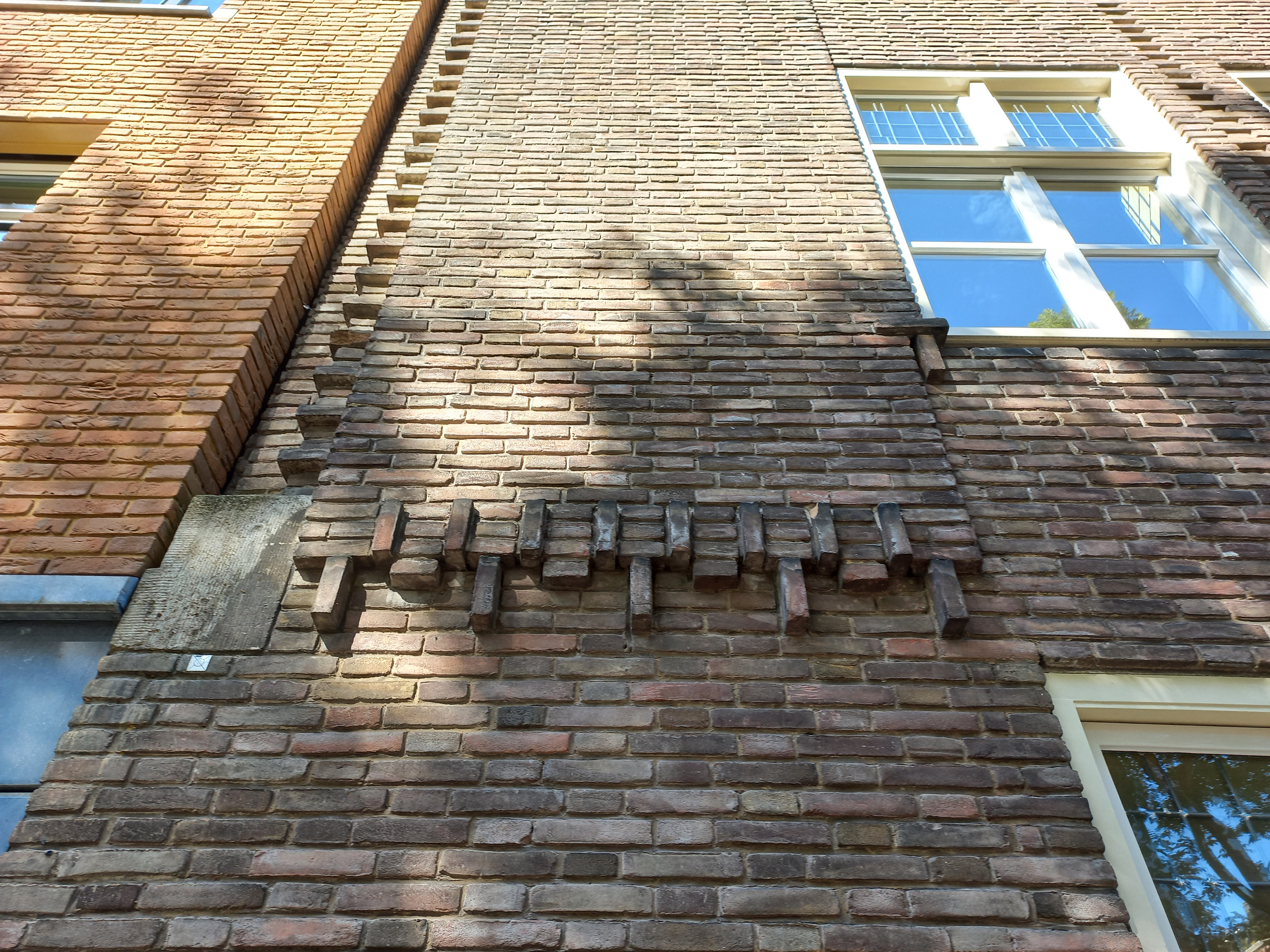
Gevelornament (juli 2022)
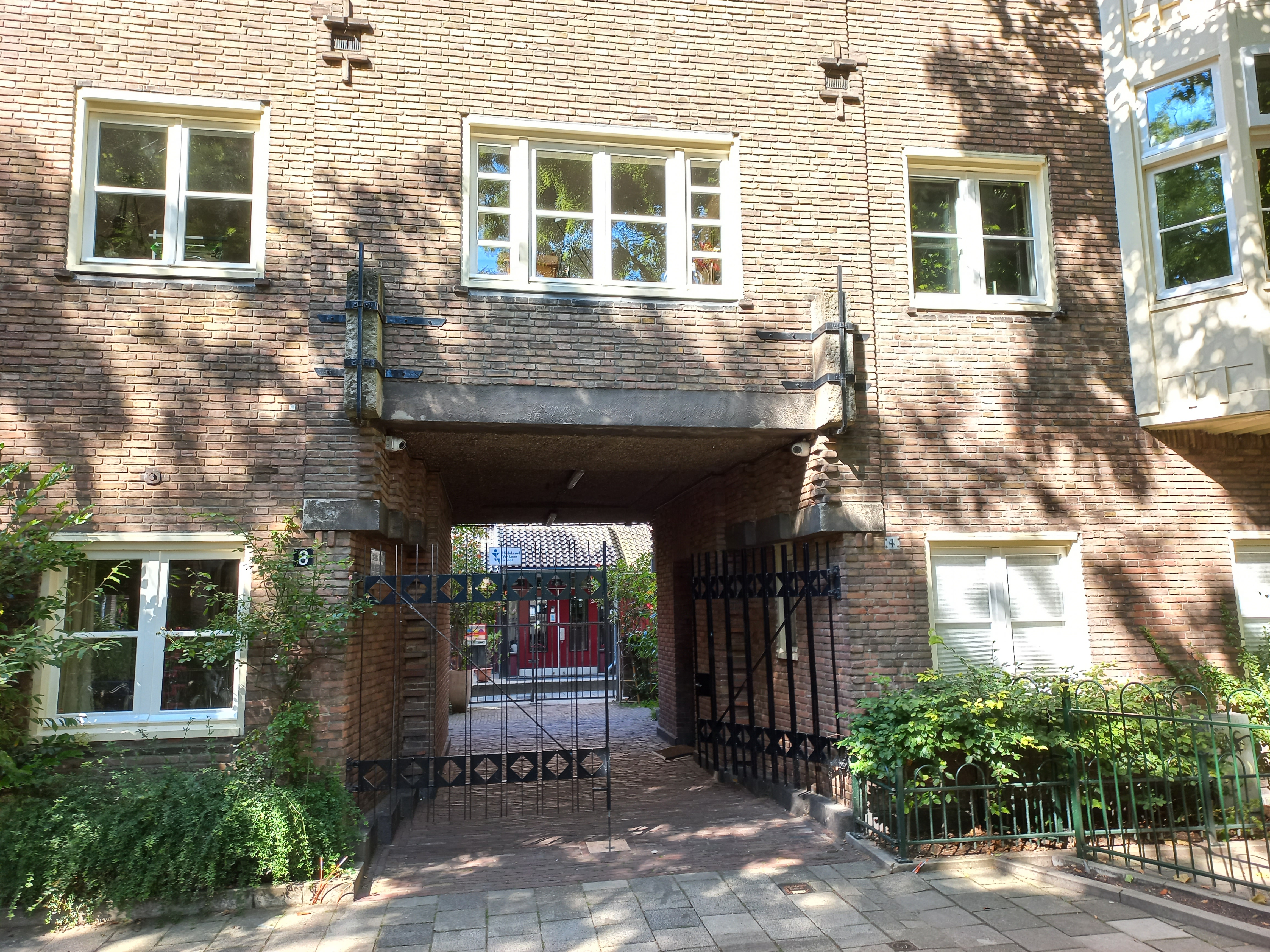
Poort (juli 2022)
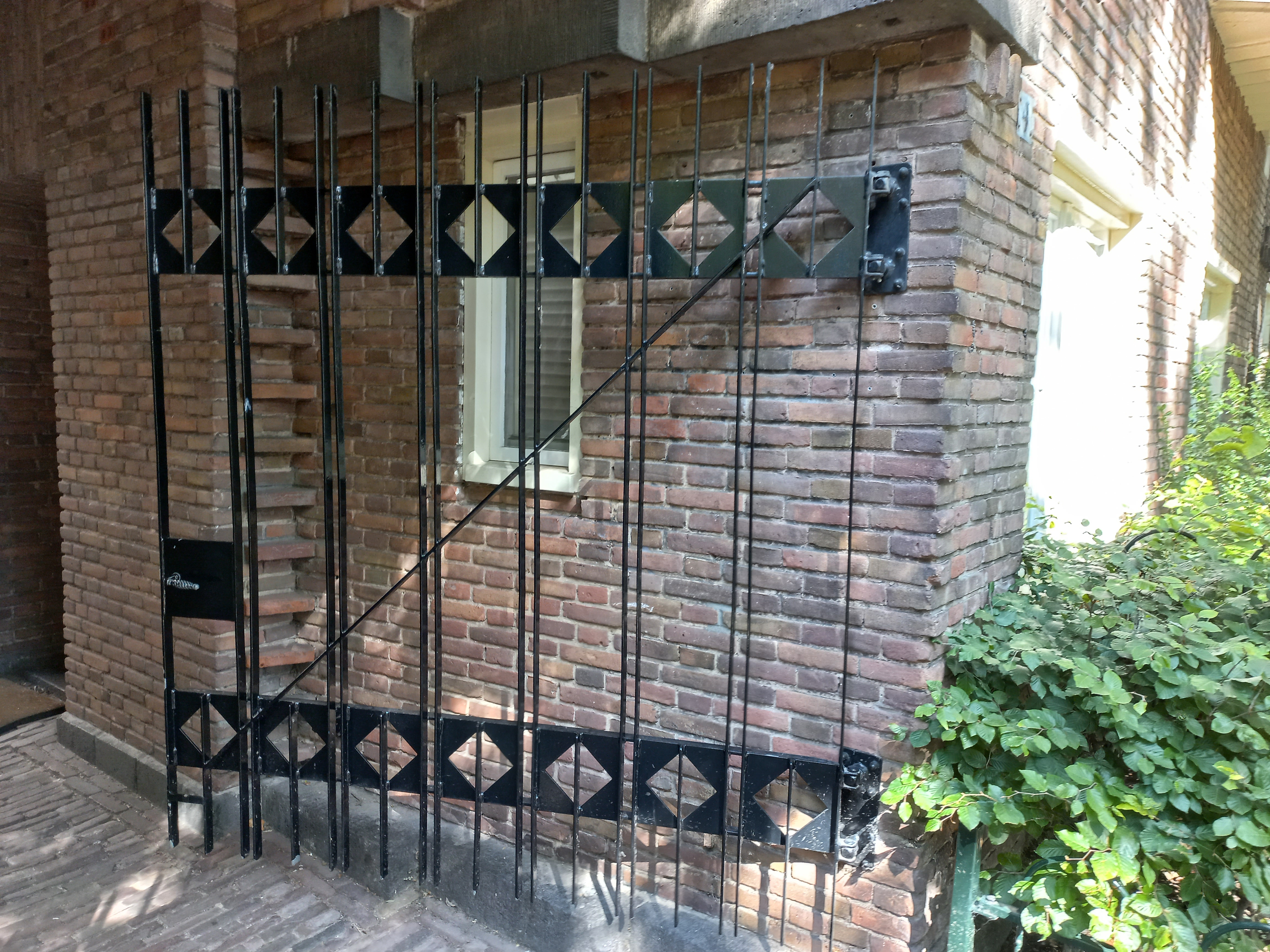
Hekwerk (juli 2022)